# Dolmen bei Kuhholzberg

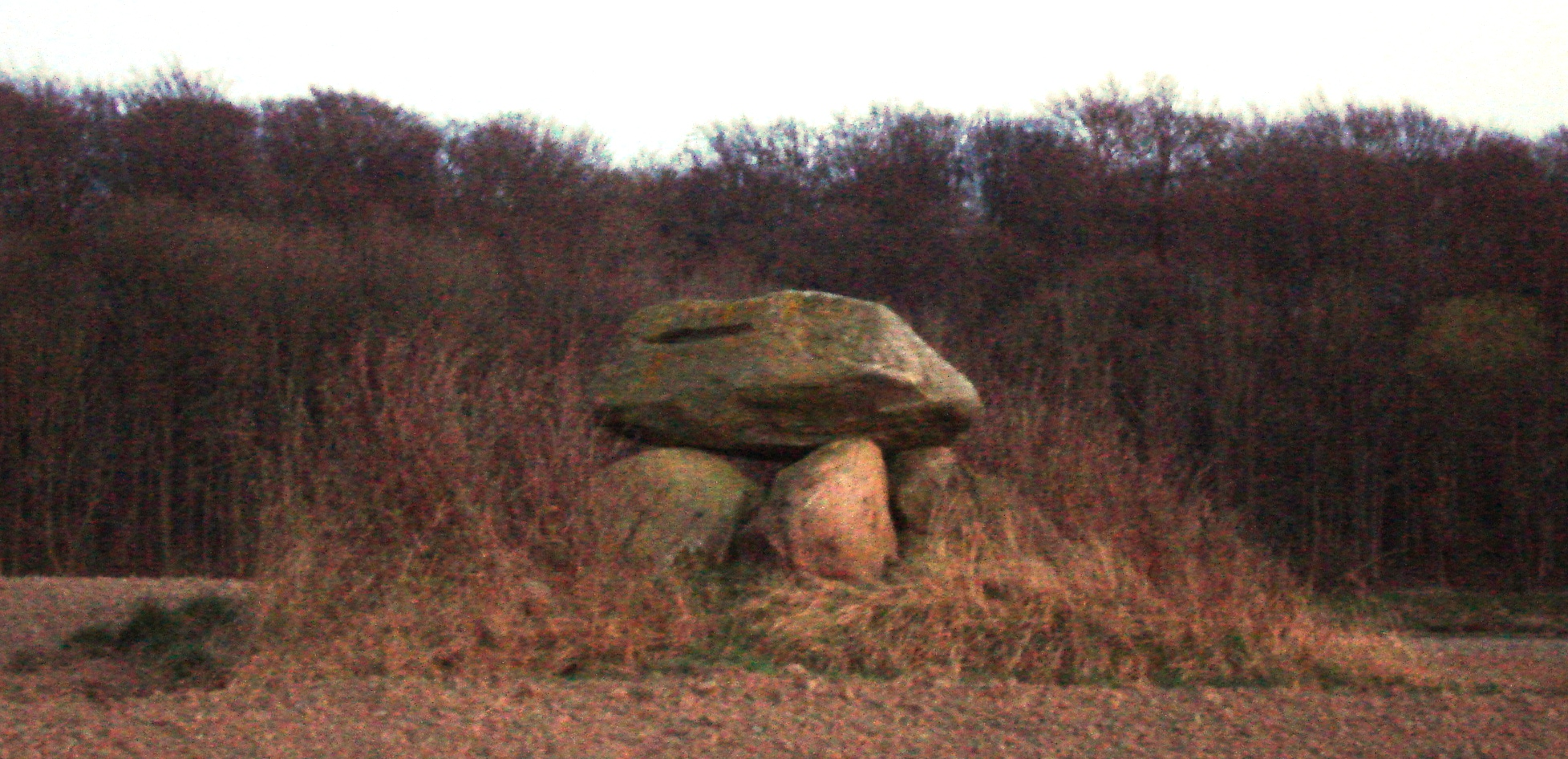
Der Dolmen bei Kuhholzberg

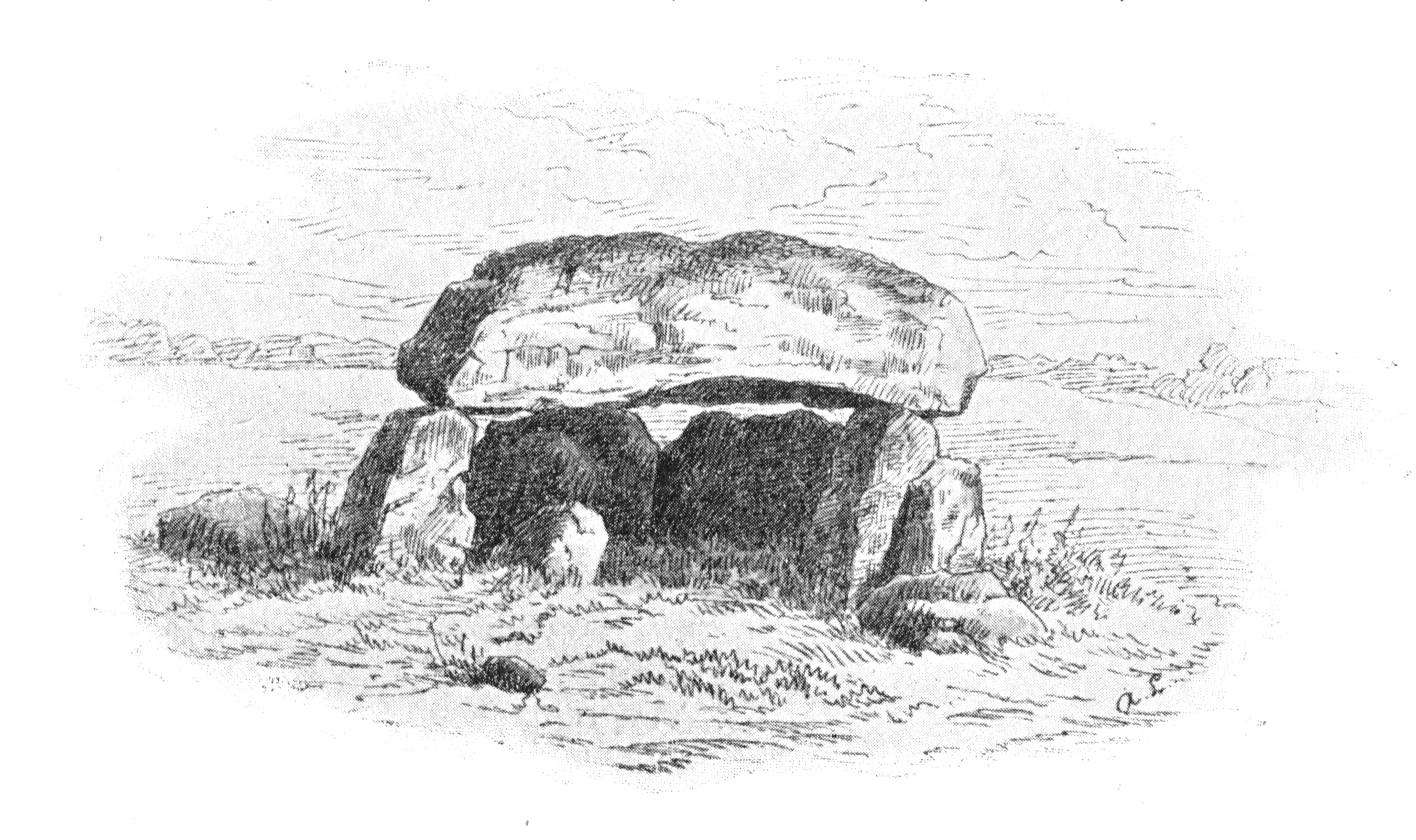
Alter Stich von Adolf Lohse

Der Dolmen bei Kuhholzberg, auch Steingrab Kuhholzberg genannt, wird auch unter Birkenmoor 3 und der Sprockhoff-Nr. 120 geführt. Er ist ein jungsteinzeitliches Hünen- oder Großsteingrab beim Dorf Birkenmoor der Gemeinde Schwedeneck im Kreis Rendsburg-Eckernförde in Schleswig-Holstein. Die Megalithanlage der Trichterbecherkultur (TBK) entstand zwischen 3500 und 2800 v. Chr.
Der Dolmen befinden sich auf freiem Feld etwa 35 m südlich der Landesstraße 44 nahe Kuhholzberg. Erhalten sind die großen Tragsteine und der Deckstein der Grabkammer – von den ursprünglich vorhandenen Erdhügeln ist nichts erhalten.
Bei dem Dolmen handelt es sich um eines der Großsteingräber bei Birkenmoor, die sich auf dem Dänischen Wohld erhalten haben und unter Denkmalschutz stehen.

## Sonstiges
Etwa 900 Meter südwestlich befindet sich der ähnliche Dolmen bei Birkenmoor.